# 21853 Kelseykay
21853 Kelseykay è un asteroide della fascia principale. Scoperto nel 1999, presenta un'orbita caratterizzata da un semiasse maggiore pari a 2,9862917 UA e da un'eccentricità di 0,0751156, inclinata di 4,37697° rispetto all'eclittica.